# 323年
| 千纪： | 1千纪                                                                                           |
| 世纪： | 3世纪 \| 4世纪 \| 5世纪                                                                         |
| 年代： | 290年代 \| 300年代 \| 310年代 \| 320年代 \| 330年代 \| 340年代 \| 350年代                       |
| 年份： | 318年 \| 319年 \| 320年 \| 321年 \| 322年 \| 323年 \| 324年 \| 325年 \| 326年 \| 327年 \| 328年 |
| 纪年： | 癸未年（羊年）；成汉玉衡十三年；前赵光初六年；东晋永昌二年，太宁元年；前凉建兴十一年            |

## 大事记
- 中國
  - 東晉晉元帝司馬睿死，晉明帝司馬紹繼位。
  - 前趙皇帝劉曜率兵攻滅叛變的秦州刺史陳安
  - 前趙進攻前涼，前涼向前趙稱臣。
  - 後趙石勒派石虎攻滅一直割據青州的曹嶷，盡有青州。

## 逝世
- 1月3日——晉元帝，東晉首位皇帝。
- 陳安，晉朝及前趙將領。
- 郭舒，晋朝梁州刺史。